# Chettithangal
Chettithangal là một thị trấn thống kê (census town) của quận Vellore thuộc bang Tamil Nadu, Ấn Độ.

## Nhân khẩu
Theo điều tra dân số năm 2001 của Ấn Độ, Chettithangal có dân số 6029 người. Phái nam chiếm 50% tổng số dân và phái nữ chiếm 50%. Chettithangal có tỷ lệ 70% biết đọc biết viết, cao hơn tỷ lệ trung bình toàn quốc là 59,5%: tỷ lệ cho phái nam là 79%, và tỷ lệ cho phái nữ là 60%. Tại Chettithangal, 10% dân số nhỏ hơn 6 tuổi.